# Little Feat (album)
| Recensione                        | Giudizio        |
| --------------------------------- | --------------- |
| AllMusic                          | [ 1 ]           |
| Robert Christgau                  | B               |
| The New Rolling Stone Album Guide | [ 3 ]           |
| Sputnikmusic                      | 3.9 (Excellent) |
| Dizionario del Pop-Rock           | [ 5 ]           |
| 24.000 dischi                     | [ 6 ]           |

Little Feat è l'album di debutto del gruppo rock dei Little Feat, pubblicato nel dicembre del 1970 dalla Warner Bros.. È frutto di registrazioni avvenute tra agosto e settembre del 1970.

## Tracce

### LP
Lato A
1. Snakes on Everything – 3:04 (Bill Payne)
2. Strawberry Flats – 2:20 (Bill Payne, Lowell George)
3. Truck Stop Girl – 2:32 (Bill Payne, Lowell George)
4. Brides of Jesus – 3:20 (Bill Payne, Lowell George)
5. Willing – 2:24 (Lowell George)
6. Hamburger Midnight – 2:30 (Lowell George, Roy Estrada)

Lato B
1. Forty Four Blues/How Many More Years – 6:25 (Chester Burnett)
2. Crack in Your Door – 2:16 (Lowell George)
3. I've Been the One – 2:20 (Lowell George)
4. Takin' My Time – 2:45 (Bill Payne)
5. Crazy Captain Gunboat Willie – 1:55 (Bill Payne, Lowell George)

## Formazione
- Lowell George - chitarra, armonica, voce
- Bill Payne - tastiere, accompagnamento vocale
- Roy Estrada - basso, accompagnamento vocale
- Richard Hayward - batteria, accompagnamento vocale

Ospiti
- Ry Cooder - chitarra bottleneck (brano: Willin')
- Ry Cooder - chitarra (brano: Forty Four Blues/How Many More Years)
- Sneaky Pete Kleinow - chitarra pedal steel (brano: I've Been the One)
- Russ Titelman - pianoforte (brano: I've Been the One), accompagnamento vocale, percussioni
- Kirby Johnson - arrangiamenti strumenti a corda e strumenti a fiato

Note aggiuntive
- Russ Titelman - produttore
- Bob Kovach - ingegnere del suono, ingegnere al remixaggio
- Rudy Hill - ingegnere del suono
- Ed Thrasher - art direction
- Frank Bez - fotografia copertina album originale
- Susan Titelman - progetto copertina album originale[10]